# Бела Надь
Бела Надь (угор. Béla Nagy; нар. 20 березня 1962, Надувар, медьє Гайду-Бігар) — угорський борець вільного стилю, призер міжнародних турнірів, учасник чемпіонатів Європи, світу та двох Олімпійських ігор.

## Життєпис
У 1980 році став посів п'яте місце на чемпіонаті Європи серед юніорів. На дорослому рівні на чемпіонатах Європи найвищим досягненням було четверте місце на змаганнях 1987 та 1988 років, на чемпіонатах світу — шосте місце у 1990 та 1991 роках. На Олімпіаді найвищим також було шосте місце у 1988 році.
Виступав за спортивні клуби «Budapesti Vasutas» та «Csepel» Будапешт.

## Спортивні результати на міжнародних змаганнях

### Виступи на Олімпіадах
| Змагання                    | Збірна   | Вагова категорія          | Місце |
| --------------------------- | -------- | ------------------------- | ----- |
| Літні Олімпійські ігри 1988 | Угорщина | вільна боротьба, до 57 кг | 6     |
| Літні Олімпійські ігри 1992 | Угорщина | вільна боротьба, до 57 кг | 11    |

### Виступи на Чемпіонатах світу
| Змагання                        | Збірна   | Вагова категорія          | Місце |
| ------------------------------- | -------- | ------------------------- | ----- |
| Чемпіонат світу з боротьби 1989 | Угорщина | вільна боротьба, до 62 кг | 9     |
| Чемпіонат світу з боротьби 1990 | Угорщина | вільна боротьба, до 57 кг | 6     |
| Чемпіонат світу з боротьби 1991 | Угорщина | вільна боротьба, до 57 кг | 6     |

### Виступи на Чемпіонатах Європи
| Змагання                         | Збірна   | Вагова категорія          | Місце |
| -------------------------------- | -------- | ------------------------- | ----- |
| Чемпіонат Європи з боротьби 1987 | Угорщина | вільна боротьба, до 57 кг | 4     |
| Чемпіонат Європи з боротьби 1988 | Угорщина | вільна боротьба, до 57 кг | 4     |
| Чемпіонат Європи з боротьби 1989 | Угорщина | вільна боротьба, до 62 кг | 8     |
| Чемпіонат Європи з боротьби 1991 | Угорщина | вільна боротьба, до 57 кг | 8     |
| Чемпіонат Європи з боротьби 1992 | Угорщина | вільна боротьба, до 57 кг | 6     |
| Чемпіонат Європи з боротьби 1993 | Угорщина | вільна боротьба, до 57 кг | 7     |

### Виступи на інших змаганнях
| Змагання                           | Збірна   | Вагова категорія          | Місце  |
| ---------------------------------- | -------- | ------------------------- | ------ |
| Гран-прі Німеччини з боротьби 1988 | Угорщина | вільна боротьба, до 57 кг | Бронза |
| Турнір Акрополіса 1990             | Угорщина | вільна боротьба, до 57 кг | Бронза |
| Гран-прі Німеччини з боротьби 1990 | Угорщина | вільна боротьба, до 57 кг | 4      |
| Гран-прі Німеччини з боротьби 1993 | Угорщина | вільна боротьба, до 57 кг | 5      |

### Виступи на змаганнях молодших вікових груп
| Змагання                                       | Збірна   | Вагова категорія          | Місце |
| ---------------------------------------------- | -------- | ------------------------- | ----- |
| Чемпіонат Європи з боротьби серед юніорів 1980 | Угорщина | вільна боротьба, до 57 кг | 5     |